# Totò Tarzan
 (mai 2025).
Si vous disposez d'ouvrages ou d'articles de référence ou si vous connaissez des sites web de qualité traitant du thème abordé ici, merci de compléter l'article en donnant les références utiles à sa vérifiabilité et en les liant à la section « Notes et références ».
Pour plus de détails, voir Fiche technique et Distribution.
Totò Tarzan (Tototarzan) est un film italien réalisé par Mario Mattoli, sorti en 1950.

## Synopsis
Enfant perdu, Antonio a vécu pendant plusieurs années dans la jungle en compagnie du singe Bongo. Mais un jour, une troupe de scouts passe dans les forêts du Congo et le découvre. Ramené à la vie normale, il y apprend les usages des hommes, non sans bien des difficultés et des situations cocasses. Iva est la seule fille à comprendre vraiment combien il souffre d’être séparé de son environnement. Et voilà qu’Antonio découvre qu'il descend d'une famille noble dont il a hérité une coquette somme. Des collègues d’Iva sans scrupules veulent profiter de l’occasion pour s’approprier tout cet argent en profitant de l’ignorance d'Antonio, mais Iva arrive à le protéger et ce sont bientôt les deux méchants qui vont se retrouver dans le pétrin. Le singe Bongo contribuera à aider contre eux Antonio et Iva.

## Fiche technique
- Titre original : Tototarzan
- Titre français : Totò Tarzan
- Réalisation : Mario Mattoli
- Scénario : Agenore Incrocci, Furio Scarpelli, Marcello Marchesi et Vittorio Metz
- Pays d'origine : Italie
- Format : Noir et blanc - 1,37:1 - Mono
- Genre : comédie
- Date de sortie : 1950

## Distribution
- Totò : Antonio Della Buffas
- Marilyn Buferd : Iva
- Bianca Maria Fusari : La maestra
- Alba Arnova : Sonia
- Vira Silenti : Dora
- Mario Castellani : Stanis
- Luigi Pavese : le procureur général
- Adriana Serra
- Tino Buazzelli
- Parmi les acteurs non crédités :
- Carlo Croccolo
- Aldo Giuffré
- Nico Pepe
- Nino Vingelli
- Clara Bindi
- Sophia Loren
- Mario Siletti : le majordome des Rosen

## À noter
La censure de l'époque n’a pas remarqué une scène de nu de l'actrice Adriana Serra. C'est la séquence dans laquelle Totò ayant vu que la femme portait une fourrure de léopard, saute dessus et lui arrache ses vêtements, la laissant même pendant quelques secondes la poitrine découverte.